# Quinta de San Pedro Alejandrino
La Quinta de San Pedro Alejandrino és una hisenda fundada el 2 de febrer de 1608 per Francisco De Godoy y Cortesia; va ser el lloc on Simón Bolívar va passar els seus últims dies, i en la qual va morir el 17 de desembre de 1830. La Quinta està situada en el barri Mamatoco, a la ciutat de Santa Marta, del departament del Magdalena, Colòmbia. És considerada un Santuari de la pàtria. S'hi troba a més a més una hisenda del segle xvii dedicada a la producció de rom, mel, i "panela".
Simón Bolívar va arribar el 6 de desembre de 1830 a la hisenda, oferta per al seu allotjament pe Joaquín de Mier. Després d'haver renunciat a la presidència, Bolívar planejava viatjar a Jamaica i després a Europa, però el seu estat de malaltia ho va impedir.

## Estructura de la Quinta
La Quinta de San Pedro Alejandrino va ser fundada a Santa Marta el 2 de febrer de 1608 pel canonge de la Catedral de Santa Marta Francisco de Godoy y Cortesia amb el nom de "La Florida San Pedro Alejandrino"; en memòria del màrtir espanyol Pedro Godoy.
Amb el transcurs del temps i la història, la hisenda va canviar 15 vegades de propietaris; entre els quals destaquen cognoms com Mondragón, Orozco, Zubiría, De Mier entre d'altres. El 9 de gener de 1808 Faustino de Mier y Theran va comprar la hisenda per 11.773 pesos or, però anys més tard li va ser confiscada la mencionada propietat per no col·laborar amb la causa patriota. A la fi de la segona dècada del segle xix aquesta hisenda va ser adjudicada al gentilhome espanyol Joaquín de Mier y Benítez, home de negocis, qui va intensificar els conreus de canya de sucre per a la producció de la "panela", el rom i la mel. En morir Joaquín de Mier el 1861, va heretar la hisenda] el seu fill Manuel Julián de Mier, qui va continuar el costum del seu pare de visitar-la gairebé diàriament; però va succeir que alguns veïns del poble de Mamatoco volien impedir l'entrada a la Quinta de San Pedro de les aigües que li pertanyien, per la qual cosa Manuel Julián va iniciar un plet contra aquest abús. Els responsables, veient-se perduts en el terreny legal, van decidir realitzar-li un atemptat, quan passés pel riu. La bèstia en la qual muntava es va espantar i va córrer, i això ho va salvar d'una mort segura. Després d'aquest atemptat Manuel Julián no va tornar a San Pedro Alejandrino, i a partir d'aquest moment va entrar en un procés de decadència i abandonament.
Posteriorment el 2 de febrer de 1891, el Departament del Magdalena, estant governador Ramón Goenaga, va comprar 200 hectàrees de la hisenda per la suma de 24.000 pesos amb l'ànim de conservar-la. I el 1891 es va realitzar la primera restauració per aproximar-la a l'estat que presentava el 1830; anys més tard aquesta hisenda] és declarada Monument Nacional Històric.
Avui dia és un dels atractius turístics més importants de la ciutat de Santa Marta i és administrada per la Fundació Museu Bolivariano d'Art Contemporani.
Les edificacions en la Quinta de San Pedro Alejandrino estan distribuïdes de la següent manera: 

## Sector social o residencial

### Casa principal

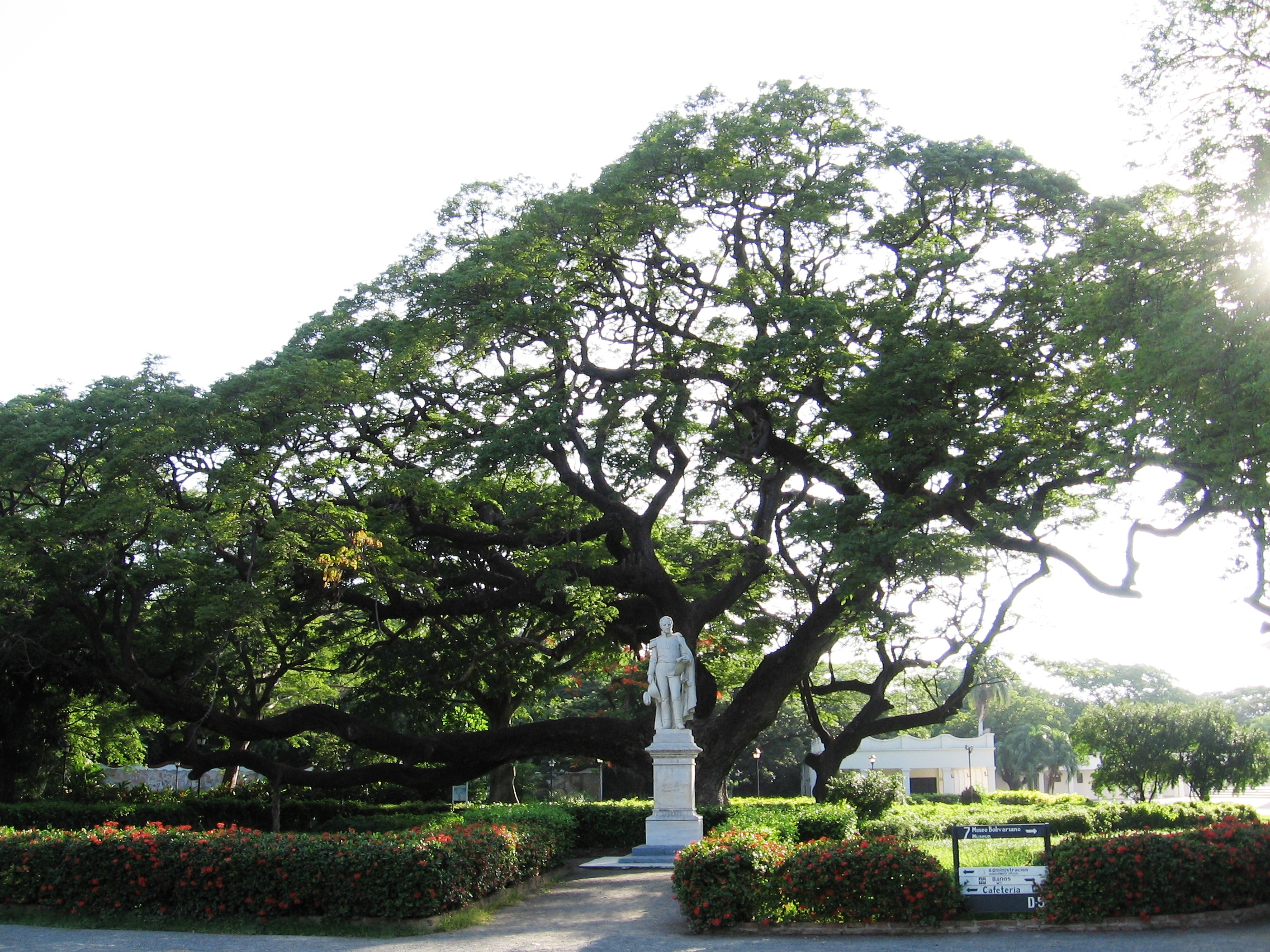
Escultura de l'Lliberador Simón Bolívar, Quinta de San Pedro Alejandrino.

Les construccions antigues de la Quinta es troben pintades de color groc ocre, entre elles sobresurt la casa principal; considerat el lloc més important doncs en una de les seves cambres va ser on va morir el Simón Bolívar. Dintre d'aquesta casa principal es troben uns jardins interns que li donen un estil colonial a la hisenda.
Al Jardí botànic es troben diferents col·leccions de plantes entre les quals es poden esmentar les cactàcies, palmetum, ornamental, xeròfila entre d'altres. A la part central del jardí hi ha una escultura pedestre de Lliberador en marbre de Carrara que va ser feta a Itàlia pel professor genovès Pedro Montarsolo Victorio; va ser un regal del Departament de Magdalena i es va instal·lar el 2 de febrer de 1891. Durant els temps el concepte d'escultura ha variat; per exemple l'obra de Lliberador de Pedro Montarsolo pertany als conceptes neoclàssics, on es retirava material (pedra]), per a d'aquí treure la figura i la seva temàtica estava lligada als processos de lluites polítiques i llibertadores com ara esdeveniment, referència o testimoni de l'època.
La casa principal es divideix en tretze sales: capella o oratori, sala principal, cambra principal, biblioteca, bany, sala de fumar, menjador, cuina, rebosteria, cavallerissa, cambres d'invitats, antigament hi havia dues cambres | convertides ara en sales temàtiques: «Sala del Centenari» i «Sala de la Independència» i finalment la «sala de Bolívar».

## Sector laboral
Aquest conjunt forma part d'aquestes construccions on va funcionar el vell enginy en el qual es processava la canya de sucre per a l'elaboració de la panela o sucre, mel i rom que era comercialitzat per la flotilla de vaixells de Joaquín De Mier per tot el Carib. Aquestes construccions daten del segle xviii i comprenen les següents edificacions: Assecador: lloc destinat l'emmagatzematge del rebuig de la canya de sucre, o bagà. Màquina trituradora: És sens dubte la més important, és el símbol de la producció perquè allà es molia la canya de sucre, i es feia la sucre. Es caracteritza pels seus gruixuts murs de i el seu sostre en forma de cònica. Destil·leria: Aquí es destil·lava en grans calderes i alambinis la mel de la canya, per obtenir el rom de canya. Soterrani: Tenia com a funció guardar els barrils, per aconseguir un vi bo.

## Museu Bolivariano d'Art Contemporani
La idea de la creació d'un Museu Bolivariano d'Art Contemporani en La Quinta de San Pedro Alejandrino, va sorgir de l'artista Armando Villegas el 24 de juliol de 1986, i va tenir un gran acolliment pels altres artistes que conformaven la Unió Bolivariana. Va comptar amb un suport unànime de les autoritats regionals i amb el suport del president de la República de Colòmbia, Belisario Betancur. Així, l'ordenança del 23 d'abril 27 de 1928 va oferir als països bolivarians una parcel·la de terra pròpia en San Pedro Alejandrino, destinada a la construcció de monuments. Aquest museu va ser inaugurat el 24 de juliol de 1986 i és patrimoni cultural de les sis nacions. I a més fa difusió del patrimoni cultural dels països bolivarians (Veneçuela, Colòmbia, Equador, Perú, Bolívia i Panamà). La col·lecció reuneix diversos procediments d'art amb més de 190 obres d'artistes destacats dels països bolivarians que s'exhibeixen en tres sales permanents i dues d'exposicions temporals, on es realitzen exposicions d'artistes contemporanis de la regió, el país i l'Amèrica Llatina. El museu propicia els enfortiments de la cultura de la regió, realitzant esdeveniments culturals.

## Jardí Botànic Quinta de San Pedro Alejandrino

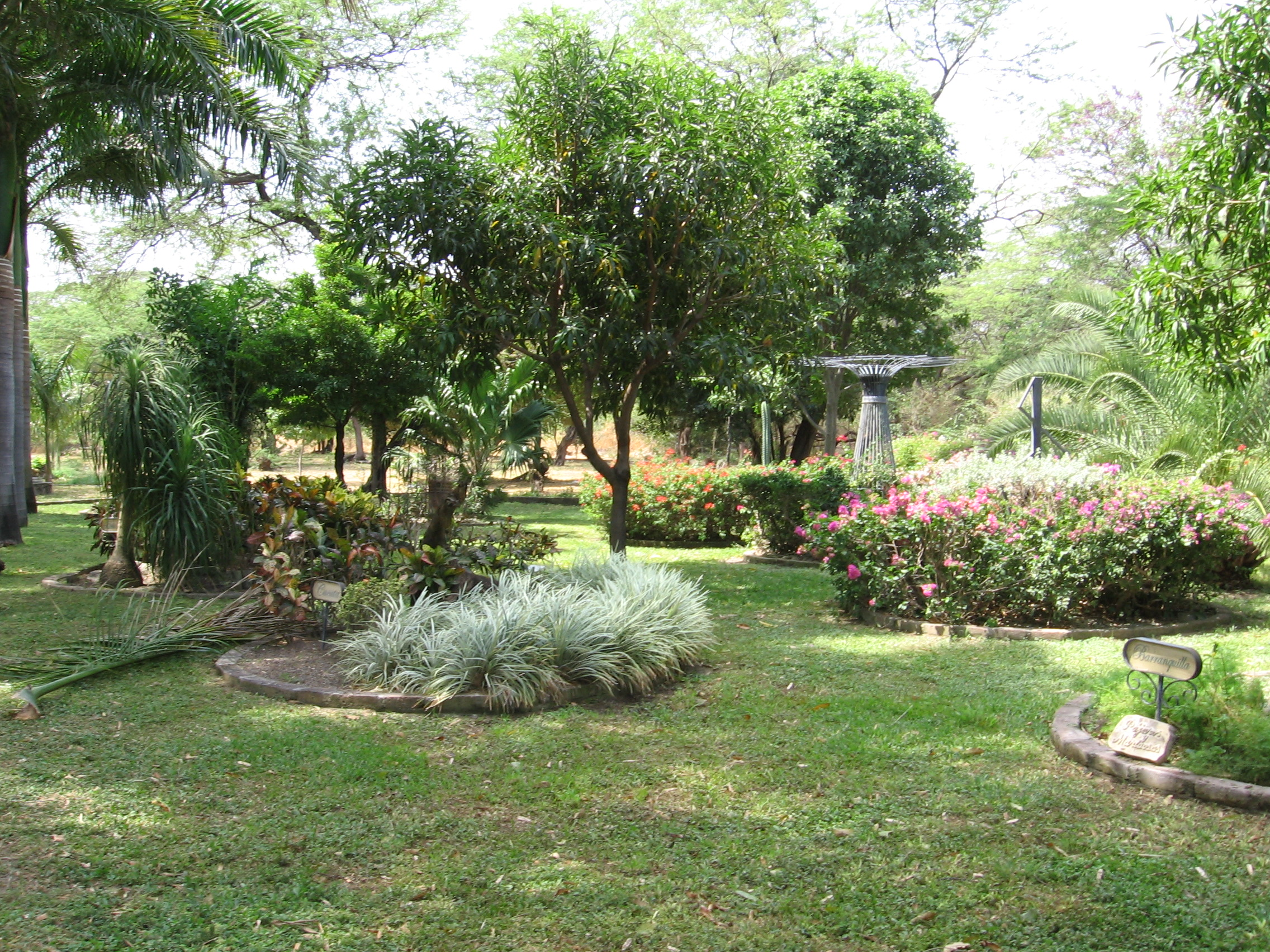
Jardí Botànic Quinta de San Pedro Alejandrino.

La idea de crear un jardí botànic es remunta als anys 60 per Rafael Romero Castañeda, qui desitjava crear un *arboletum o conjunt de plantes i arbres per a fusta.
Tanmateix fins a l'any 2005, amb un conveni entre la facultat de biologia de la Universitat del Magdalena i la Fundació Museu Bolivariano d'Art Contemporani -Administració de la Quinta de San Pedro Alejandrino-, quan es crea el jardí botànic de La Quinta de San Pedro Alejandrino, el qual presenta una variada vegetació, ja que tota la flora present consta d'espècies introduïdes i també autòctones. Hi ha alguns arbres amb més de 70 anys, juntament amb altres encara més grans -també hi ha 4 centenaris- situats en el cor de la hisenda. En homenatge a Simón Bolívar, molts països han regalat al jardí diversos arbres típics de cada país, entre els quals es troben una palmera de Cuba i una altra de les illes Hawaii. Hi ha animals que es van introduir perquè n'hi hagués un millor ambient en la hisenda, que conserva totes les classes de boscos: secs, tropicals o de jungles.